# Curtea Constituțională a Republicii Moldova
Curtea Constituțională a Republicii Moldova (CCM) este unica autoritate ce realizează jurisdicția constituțională în Republica Moldova. Ea este independentă față de puterea legislativă, executivă și judecătorească și se supune doar Constituției, garantând supremația Constituției, asigurând realizarea principiului separării puterilor în stat, precum și responsabilitatea statului față de cetățean și a cetățeanului față de stat. 
Funcția primară a Curții este controlul constituționalității actelor normative și anularea normelor juridice care contravin Constituției, precum și interpretarea Constituției. Curtea activează conform propriei jurisdicții, în baza principiilor independenței, inamovibilității, colegialității, legalității și publicității. În activitatea sa Curtea dispune de autonomie financiară și de buget propriu, acesta fiind distinct în bugetul de stat.
Potrivit art. 136 din Constituție, Curtea Constituțională este alcătuită din șase judecători, numiți pentru un mandat de șase ani. Doi judecători sunt numiți de parlament, doi de guvern și doi de Consiliul Superior al Magistraturii.
Judecătorii constituționali beneficiază de imunitate. Ei nu pot fi reținuți, arestați, percheziționați (cu excepția cazurilor de infracțiune flagrantă), trimiși în judecată penală sau contravențională fără încuviințarea prealabilă a Curții Constituționale. Ei pot deține această funcție pe durata a două mandate.

## Istorie
Reforma constituțională a fost determinată în Republica Moldova de necesitatea schimbării sistemului politic și economic, astfel, elaborarea proiectului Constituției RM a fost condiționată de necesitatea creării unui cadru juridic de evoluție spre un stat de drept și democratic, suveran și independent, unitar și indivizibil. Necesitatea creării unei autorități constituționale independente a fost exprimată de către reprezentanții doctrinei autohtone, fiind ușor preluată și implementată de către comisiile parlamentare și Comisia pentru definitivarea proiectului Constituției, prin introducerea unui titlu separat în Constituția RM din 1994. Astfel, Titlul V din Constituție a conferit Curții Constituționale statutul de autoritate unică de jurisdicție constituțională pe teritoriul RM, fiind independentă de orice altă autoritate publică și supunându-se doar Constituției, tot ea fiind garantul supremației Constituției (art.134). Concomitent, Legea Supremă reglementează expres atribuțiile acesteia (art.135), statutul judecătorilor constituționali (art.137, art. 138, art.139), precum și valoarea juridică a actelor Curții Constituționale  (art.140). Statutul Curții Constituționale a fost ulterior dezvoltat prin Legea nr. 317-XIII din 13 decembrie 1994 cu privire la Curtea Constituționala și Codul jurisdicției constituționale nr. 502-XIII din 16 iunie 1995.
Astfel, la 23 februarie 1995 a fost creată Curtea Constituțională, prima și unica autoritate de jurisdicție constituțională în istoria Republicii Moldova. Primul act pronunțat de Curte a fost Avizul din 18 aprilie 1995, acesta exprimând poziția Curții la sesizarea depusă de Președintele Republicii Moldova privind modificarea art. 13 și art. 118 din Constituție. Curtea a decis că Legea privind modificarea art.13 și 118 din Constituție corespunde prevederilor constituționale.

## Atribuții
Activitatea Curții Constituționale este una organizatorică, de supraveghere, îndreptată spre a atenționa autoritățile publice, actul cărora este supus controlului, să înlăture normele ce contravin Constituției și să oprească acțiunea actului normativ, dar dreptul de a-l modifica sau anula revine organului ce l-a adoptat. Hotărârile pentru controlul constituționalității sunt executorii și definitive, atrăgând nulitatea actului normativ sau dispozițiilor acestuia declarate neconstituționale. În acest context, Curtea Constituțională devine un „arbitru" suprem în materia „examinării în exclusivitate a chestiunilor de drept”.
În calitate de unică autoritate de jurisdicție constituțională, Curtea își exercită atribuțiile potrivit prevederilor art. 135 din Constituție, art. 4 al Legii cu privire la Curtea Constituțională și art. 4 al Codului jurisdicției constituționale:
- Exercită, la sesizare, controlul constituționalității legilor, regulamentelor și hotărârilor Parlamentului, a decretelor Președintelui Republicii Moldova, a hotărârilor și dispozițiilor Guvernului, precum și a tratatelor internaționale la care Republica Moldova este parte.
- Interpretează Constituția.
- Se pronunță asupra inițiativelor de revizuire a Constituției
- Confirmă rezultatele referendumurilor republicane.
- Confirmă rezultatele alegerii Parlamentului și a Președintelui Republicii Moldova, validează mandatele deputaților și al Președintelui Republicii Moldova.
- Constată circumstanțele care justifică dizolvarea Parlamentului, demiterea Președintelui Republicii Moldova, interimatul funcției de Președinte, imposibilitatea Președintelui Republicii Moldova de a-și exercita atribuțiile mai mult de 60 de zile.
- Rezolvă excepțiile de neconstituționalitate a actelor juridice, sesizate de Curtea Supremă de Justiție.
- Hotărăște asupra chestiunilor care au ca obiect constituționalitatea unui partid.[1]

## Componența actuală
- Domnica Manole – Președintă
- Nicolae Roșca
- Sergiu Litvinenco
- Liuba Șova
- Viorica Puica
- Ion Malanciuc

## Președintele
Președintele Curții Constituționale este ales prin vot secret, pentru un termen de 3 ani, cu majoritatea de voturi ale judecătorilor Curții (art.136 alin. (3) din Constituția RM, art. 7 alin. (1) din Legea cu privire la Curtea Constituțională). Dacă în primul tur de scrutin candidații la funcția de Președinte al Curții Constituționale nu întrunesc majoritatea de voturi, urmează al doilea tur de scrutin unde este ales în calitate de președinte judecătorul care a obținut cel mai mare număr de voturi. Dacă în cel de-al doilea tur de scrutin candidații întrunesc același număr de voturi, președintele CC este ales prin tragerea la sorți între candidați. Curtea Constituțională alege un judecător care exercită funcțiile președintelui în timpul absenței acestuia (art.7 alin. (3), (4), (5) din Legea cu privire la Curtea Constituțională).

### Istoricul președinților
| №  | Nume (naștere–deces)       | Portret                   | Mandat                | Mandat             |
| -- | -------------------------- | ------------------------- | --------------------- | ------------------ |
| 1  | Pavel Barbalat (1935–2004) |                           | 23 februarie 1995     | 23 februarie 2001  |
| 2  | Victor Pușcaș (1943–2023)  |                           | 27 februarie 2001     | 15 februarie 2007  |
| 3  | Dumitru Pulbere (1952–)    |                           | 1 martie 2007         | 28 septembrie 2011 |
| 4  | Alexandru Tănase (1971–)   |                           | 4 octombrie 2011      | 12 mai 2017        |
| 5  | Tudor Panțîru (1951–)      |                           | 12 mai 2017           | 31 ianuarie 2018   |
| 6  | Mihai Poalelungi (1962–)   |                           | 16 martie 2018        | 20 iunie 2019      |
| 7  | Vladimir Țurcan (1954–)    |                           | 19 august 2019        | 23 aprilie 2020    |
| 8  | Domnica Manole (1961–)     | Domnica Manole - oct 2020 | 23 aprilie 2020       | 25 aprilie 2023    |
| 9  | Nicolae Roșca (1962–)      | Nicolae Roșca_-_apr_2017  | 25 aprilie            | 9 noiembrie 2023   |
| 10 | Domnica Manole (1961–)     | Domnica Manole - oct 2020 | din 10 noiembrie 2023 |                    |

## Foști judecători
- Pavel Barbalat (1995–2001)
- Nicolae Chiseev (1995–2001)
- Nicolae Osmochescu (1995–1998)
- Eugen Sofroni (1995–1996)
- Gheorghe Susarenco (1995–2001)
- Ion Vasilati (1995–2001; 2002–2008)
- Mihai Cotorobai (1996–2002)
- Constantin Lozovanu (1998–2004)
- Mircea Iuga (2001–2007)
- Alina Ianucenco (2004–2010)
- Dumitru Pulbere (2001–2013)
- Victor Pușcaș (2001–2013)
- Elena Safaleru (2001–2013)
- Valeria Șterbeț (2007–2013)
- Petru Railean (2008–2014)
- Alexandru Tănase (2011–2017)
- Tudor Panțîru (2013–2018)
- Victoria Iftodi (2017–2018)
- Victor Popa (2013–2018)
- Igor Dolea (2013–2018)
- Raisa Apolschi (2018–2019)
- Artur Reșetnicov (2018–2019)
- Corneliu Gurin (2018–2019)
- Mihai Poalelungi (2018–2019)
- Veaceslav Zaporojan (2016–2019)
- Aurel Băieșu (2013–2019)
- Eduard Ababei (2019–2021)
- Vladimir Țurcan (2019–2025)
- Serghei Țurcan (2019–2025)